# Енрико Киеза
Енрико Киеза (на италиански: Enrico Chiesa) е италиански футболист-национал, нападател.

## Кариера
Започва своята професионална кариера през 1986 г. в отбора на УС Понтедечимо 1907. Играл е в елитните италиански отбори У.К. Сампдория, ФК Парма, АКФ Фиорентина, СС Лацио и АК Сиена. Най-успешният му период е в АК Сиена. За времето от 2003 до 2008 е изиграл 129 мача с 32 гола. Общият сбор на мачовете му в Серия А е 380 със 138 гола. От 2008 г. е играч на италианския АС Филине. За периода 1996-2001 в националния отбор на своята страна е изиграл 22 мача със 7 гола. Участва на Световното първенство през 1998 г. и на Европейско първенство през 1996 г.